# الحسكة (الشاهل)

تعديل مصدري - تعديل

الحسكة هي إحدى قرى عزلة الامرور بمديرية الشاهل التابعة لمحافظة حجة، بلغ تعداد سكانها 510 نسمة حسب تعداد اليمن لعام 2004.